# Perná
Perná (en allemand : Bergen) est une commune du district de Břeclav, dans la région de Moravie-du-Sud, en République tchèque. Sa population s'élevait à 786 habitants en 2020.

## Géographie
Perná se trouve à 6 km au nord-nord-ouest de Mikulov, à 22 km au nord-ouest de Břeclav, à 39 km au sud de Brno et à 209 km au sud-est de Prague.
La commune est limitée par Horní Věstonice au nord, par Klentnice à l'est, par Bavory au sud et par Dolní Dunajovice à l'ouest.

## Histoire
La première mention écrite de la localité date de 1323.